# Чаунска губа
Ча̀унска губа (на руски: Чаунская губа) е залив (губа) в югоизточната част Източносибирско море, в северната част на Чукотски автономен окръг на Русия. Вдава се в сушата на 150 km, ширина 100 km, дълбочина до 25 m. От север се затваря от остров Айон и се свързва с Източносибирско море чрез протоците Среден (на изток от острова) и Малък Чаунски (на югозапад от острова). Западният ѝ бряг е нисък и заблатен, а източният е малко по-висок. В нея се вливат множество малки реки, най-големи от които са: Паляваам, Чаун, Лелювеем и др. През лятото теченията пренасят от високите географски ширини многогодишни ледове, образуващи във входа на залива т.нар. Айонски леден масив. На североизточния ѝ бряг е разположен гред Певек
Заливът е открит през 1646 г. от руския търговец на ценни животински кожи Исай игнатиев. Сто години по-късно, през 1746 г. източното му крайбрежие е изследвано от руския изследовател на Чукотка Дмитрий Павлуцки, а през април 1823 г. бретовете на целия залив са първично картирани и описани от руския морски офицер Фьодор Матюшкин.

## Топографска карта
- R-59-В, Г, М 1:500 000[2]